# Cebrio luteolus
Cebrio luteolus is een keversoort uit de familie Cebrionidae. De wetenschappelijke naam van de soort is voor het eerst geldig gepubliceerd in 1873 door Fairmaire.